# Anilios kimberleyensis
Anilios kimberleyensis — вид змій родини сліпунів (Typhlopidae). Ендемік Австралії.

## Поширення і екологія
Anilios kimberleyensis поширені від регіону Кімберлі в Західній Австралії до західної частини регіону Топ-Енд на Північній Території. Вони живуть на сезонно вологих луках.